# منطقة تارن تاران
تارن تاران رمزها «TT» (بالإنجليزية: Tarn  Taran)‏، هو تقسيم إداري لدولة الهند تتبع ولاية بنجاب (بالإنجليزية: Punjab)‏، مركزها هو مدينة تارن تاران (بالإنجليزية: Tarn  Taran)‏ عدد سكانها 1119627 نسمة حسب تعداد سنة 2011 هو، مساحتها 2449 كم².
تم إنشاء المقاطعة في 16 يونيو 2006،حيث أعلن الكابتن أماريندر سينغ رئيس وزراء البنجاب عنها، خلال الاحتفالات بيوم استشهاد سري جورو أرجان ديف جي.

## التقسيم الإداري والسكان

### التقسيم الإداري
تنقسم المقاطعة لـ3 تحصيل (بالهندية: तहसील) و5 تقسيمات فرعية تضم إجمالاً 495 قرية و489 بانشايات جرام (بالإنجليزية: Gram Panchayats، «مجلس قروي»)‏.

### الدوائر الإنتخابية
تضم المقاطعة 4 دوائر إنتخابية هم: سري تارن تاران صاحب، خيمكاران، باتي، سري خادور صاحب.

### السكان
بلغ عدد سكان مقاطعة تارن تاران حسب تعداد 2011 نحو 1,119,627 نسمة، مما يجعل ترتيبها 413 بين مقاطعات الهند، تبلغ الكثافة السكانية للمنطقة 464 نسمة/كم٢، بلغ معدل النمو السكاني بين 2001-2011 نحو 19.28٪، ونسبة الجنس 898 أنثى لكل 1000 ذكر، ومعدل معرفة القراءة والكتابة 69.4٪.

### الدين
| \| الدين في تارن تاران (تعداد 2011)[10] \| الدين في تارن تاران (تعداد 2011)[10] \| الدين في تارن تاران (تعداد 2011)[10] \| الدين في تارن تاران (تعداد 2011)[10] \| الدين في تارن تاران (تعداد 2011)[10] \| \| ------------------------------------ \| ------------------------------------ \| ------------------------------------ \| ------------------------------------ \| ------------------------------------ \| \| الديانة \| الديانة \| \| النسبة \| النسبة \| \| السيخية \| السيخية \| \| 93.33% \| 93.33% \| \| الهندوسية \| الهندوسية \| \| 5.40% \| 5.40% \| |           |  |        |        |
| الدين في تارن تاران (تعداد 2011) |           |  |        |        |
| الديانة | الديانة   |  | النسبة | النسبة |
| السيخية | السيخية   |  | 93.33% | 93.33% |
| الهندوسية | الهندوسية |  | 5.40%  | 5.40%  |

### اللغة
حسب تعداد الهنـد 2011، كان 98.99٪ يتحدثون البنجابية و1,01٪ يتحدثون لغات أخرى.

## المسؤولين (نائبو المفوض)[12]
| نائب المفوض            | الفترة                         |
| ---------------------- | ------------------------------ |
| جاسبال سينغ            | 16 يونيو 2006 - 4 أبريل 2007   |
| كرم سينغ               | 4 أبريل 2007 - 27 أغسطس 2007   |
| أجوي شارما             | 27 أغسطس 2007 - 11 يونيو 2008  |
| KSPannu                | 12 يونيو 2008-9 يوليو 2008     |
| خوشي رام               | 10 يوليو 2008 - 31 يناير 2011  |
| KSPannu                | 1 فبراير 2011-19 أبريل 2011    |
| ساتوانت سينغ           | 20 أبريل 2011 - 26 يونيو 2012  |
| ساتوانت سينغ           | 26 يونيو 2012 - 28 ديسمبر 2012 |
| راجات أجروال           | 28 ديسمبر 2012 - 14 يناير 2013 |
| HSPabla                | 14 يناير 2013-6 مارس 2013      |
| بالويندر سينغ          | 6 مارس 2013 - 16 مارس 2013     |
| راجات أجروال           | 17 مارس 2013-25 مارس 2013      |
| بالويندر سينغ          | 26 مارس 2013 - 23 أبريل 2013   |
| راجات أجروال           | 23 أبريل 2013-18 يونيو 2013    |
| بالويندر سينغ داليوال  | 16 يونيو 2013-16 أغسطس 2015    |
| رافي بهجت              | 18 أغسطس 2015-28 سبتمبر 2015   |
| بالويندر سينغ داليوال  | 29 سبتمبر 2015-9 نوفمبر 2016   |
| DPSKharbanda           | 9 نوفمبر 2016-27 يونيو 2017    |
| بارديب كومار سابهاروال | 28 يونيو 2017-15 يونيو 2020    |
| كولوانت سينغ           | 16 يونيو 2020-24 أبريل 2022    |
| منيش كومار             | 14 أبريل 2022-29 نوفمبر 2022   |
| ريشيبال سينغ           | 30 نوفمبر 2022-الآن            |